# Fabio Mauri
Fabio Mauri (* 1. April 1926 in Rom; † 19. Mai 2009 ebenda) war ein italienischer bildender Künstler und Filmautor.

## Leben und Werk
Fabio Mauri wurde als Sohn von Maria Luisa Bompiani und Umberto Mauri geboren. Er war der Neffe von Valentino Bompiani und der Bruder von Silvana Mauri. Fabio Mauri wuchs in einem Umfeld von Schriftstellern und Malern auf, in dem sich auch Luigi Pirandello, Filippo De Pisis und Alberto Savinio bewegten. Elisabetta Catalano war seine Partnerin. Fabio Mauri arbeitete als Künstler, Dramatiker, Verleger und Maler.
1942 gründete Mauri zusammen mit Pier Paolo Pasolini das literarische Magazin „Il Setaccio“. Mauri arbeitete von 1944 bis 1975 für das Verlagshaus Bompiani in Rom und Mailand, dessen Leiter und Vizepräsident er in den 1950er Jahren wurde. 1967 gründete er mit Umberto Eco, Edoardo Sanguineti und anderen die Zeitschrift „Quindici“. 1979 wurde Mauri als Professor an die Accademia di belle arti dell’Aquila berufen und übte diese Tätigkeit bis 2001 aus. 1983 wurde er Präsident der Messaggerie Italiane.
Fabio Mauri wurde 2009 der Verdienstorden der Italienischen Republik verliehen.

## Ausstellungen (Auswahl)
- 1999: Minimalia: An Italian Vision in 20th Century Art MoMA PS1, New York
- 2008: Rom – offene Malerei. Das Materialbild im Italien der 1950er und 1960er Jahre Zentrum für Kunst und Medien, Karlsruhe
- 2012: dOCUMENTA (13), Kassel
- 1978, 1993, 2013, 2015: Biennale di Venezia, Venedig